# Goldswil
Goldswil, est une ancienne commune du canton de Berne, réunie à Ringgenberg en 1853.

## Toponymie
Ce toponyme dérive Goldines-wil, soit établissement de Goldine. Il dépendait de l'ancienne seigneurie de ce nom.

## Patrimoine bâti

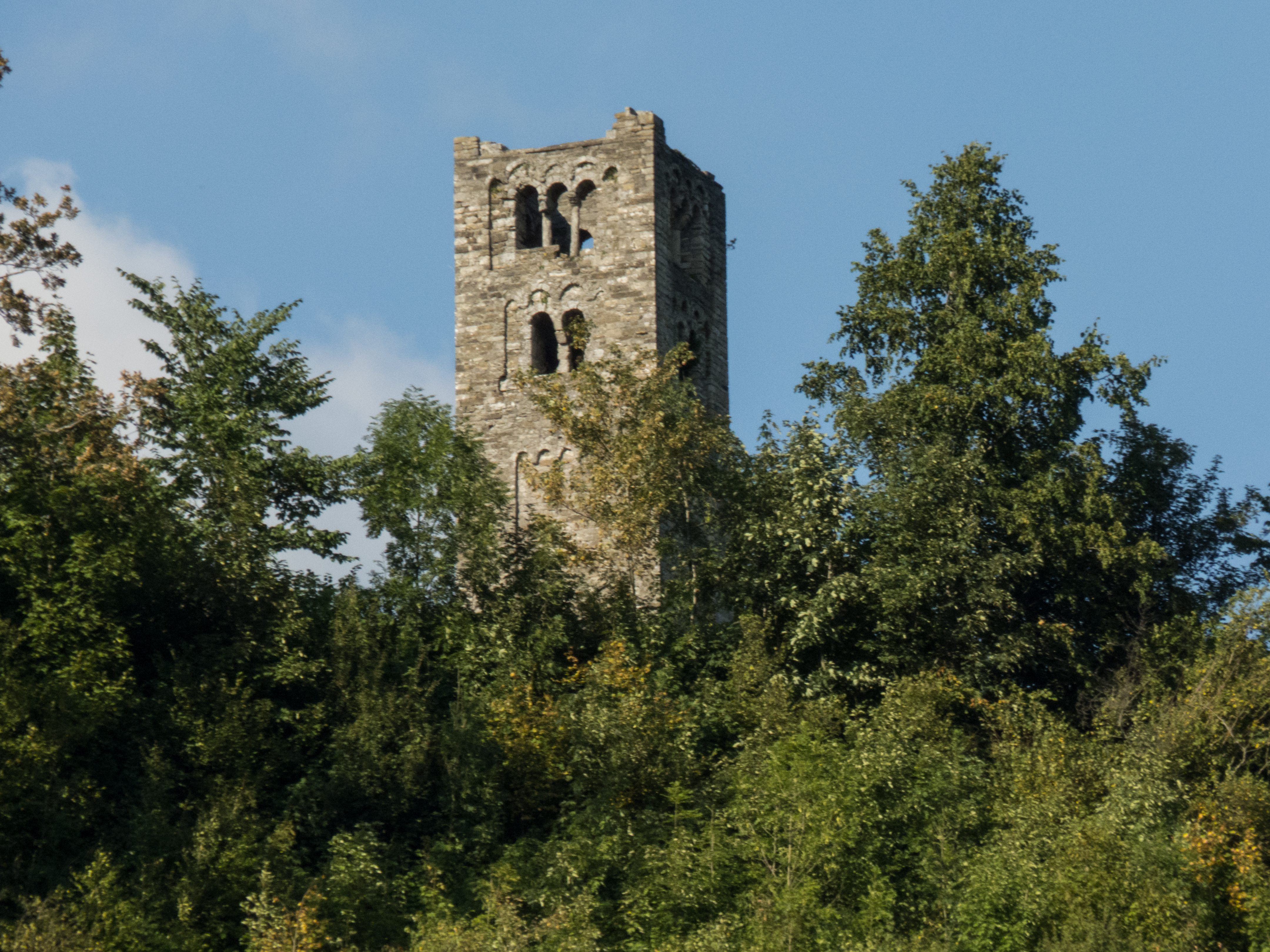
Goldswil, église ruinée

Eglise. Le chevalier Kuno de Brienz nommé en 1230 avoué de la région du lac de Brienz par l'empereur, donne en 1240 le patronage de l'église de Goldswil au couvent d'Interlaken. Ce lieu de culte, devenu protestant à la Réforme, est utilisé jusqu'en 1674 puis abandonné après la construction d'un nouveau temple à Ringgenberg, où le siège paroissial est également déplacé en 1726.

## Industrie
Les carrières de Goldswil étaient anciennement très actives.

## Galerie

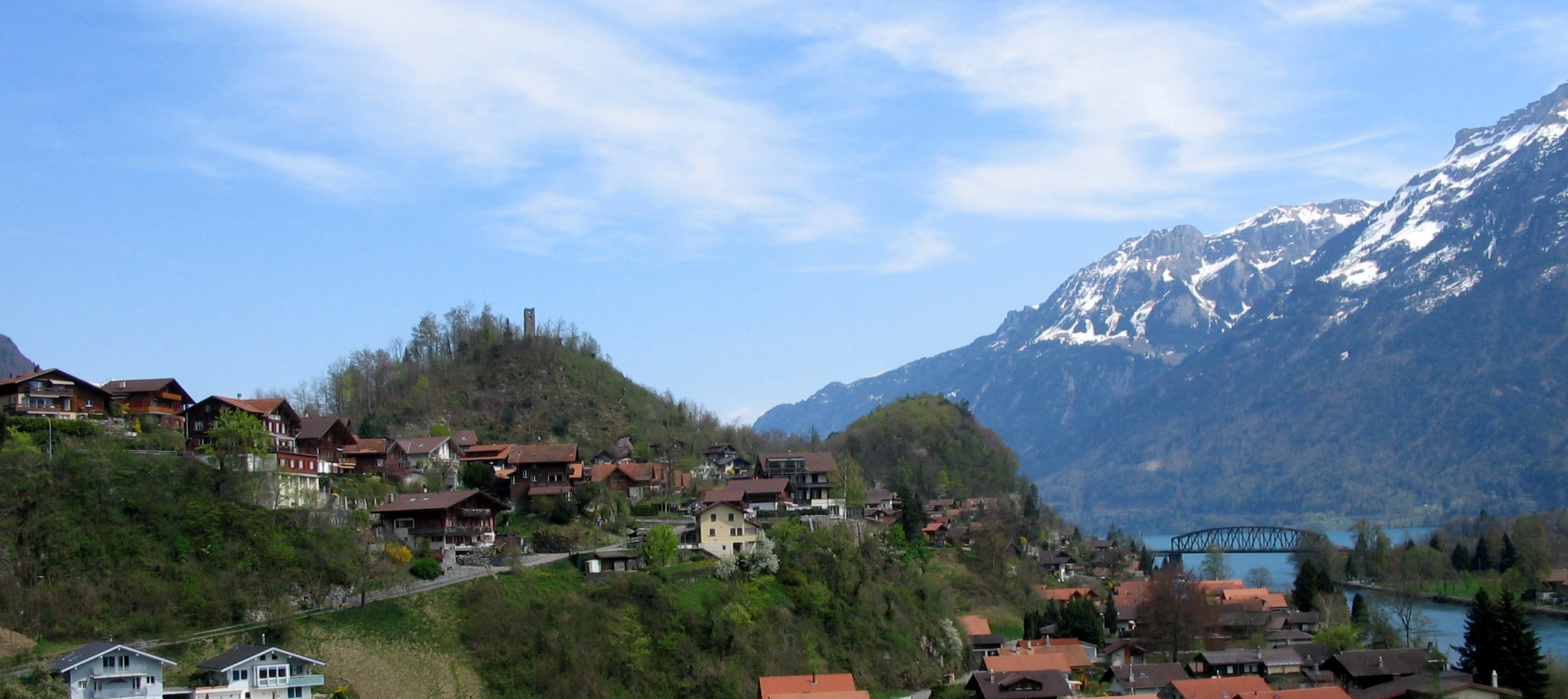
Goldswil, vue générale en été.
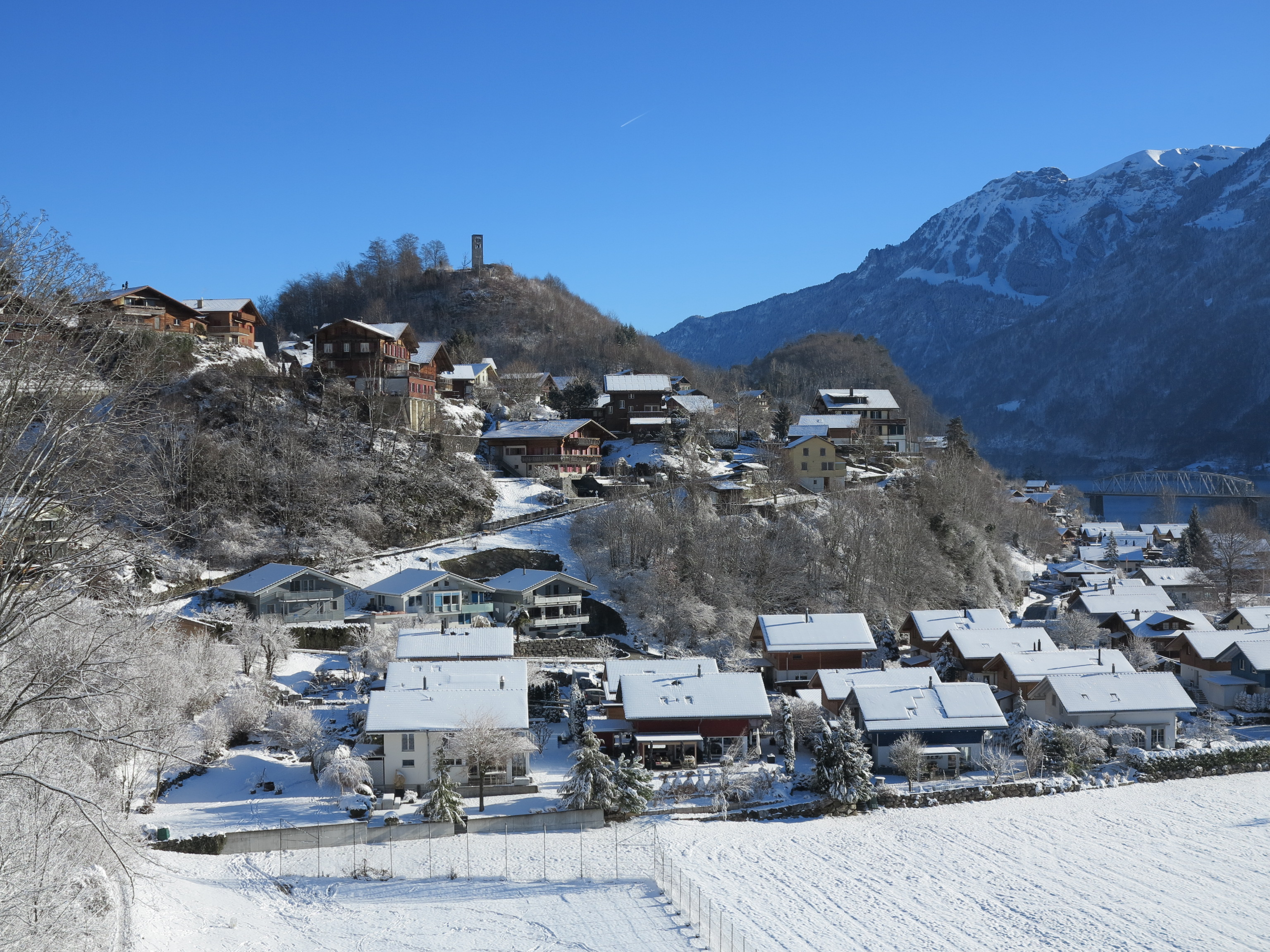
Goldswil, vue générale en hiver.
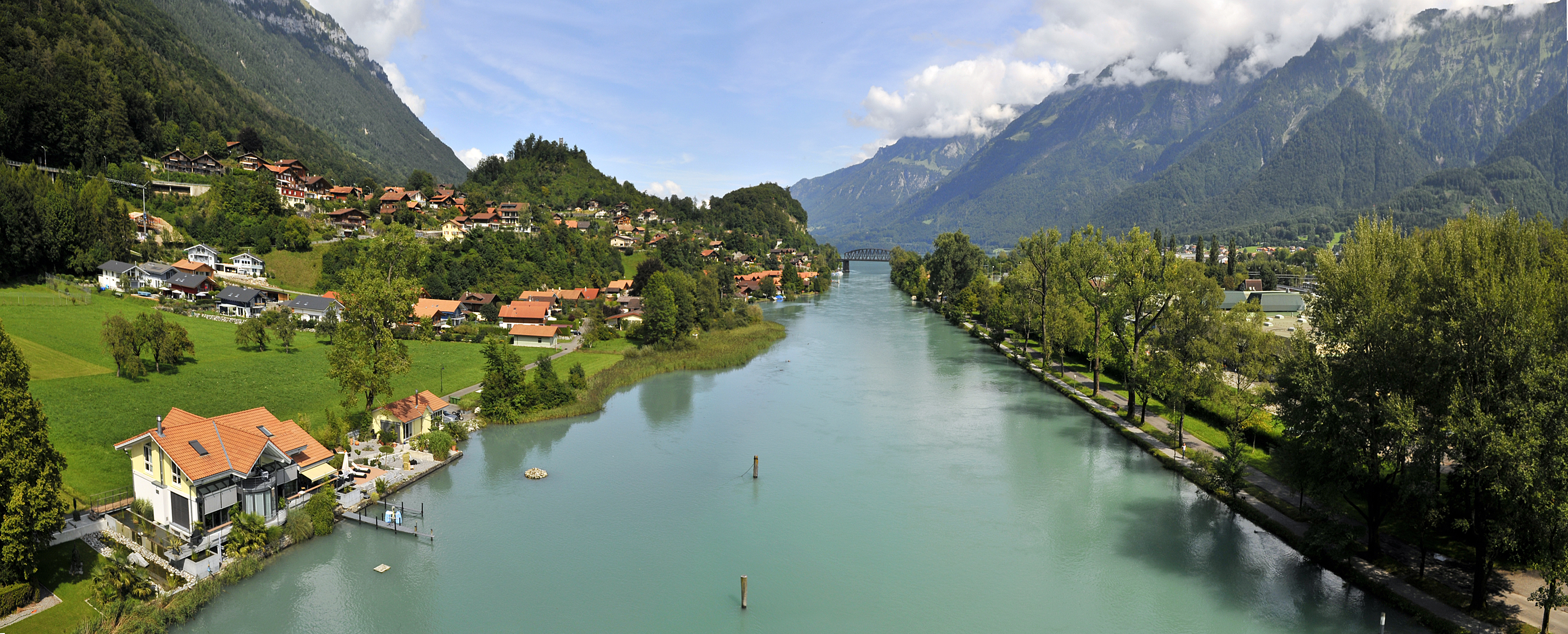
Panorama de Goldswil avec l'Aare.
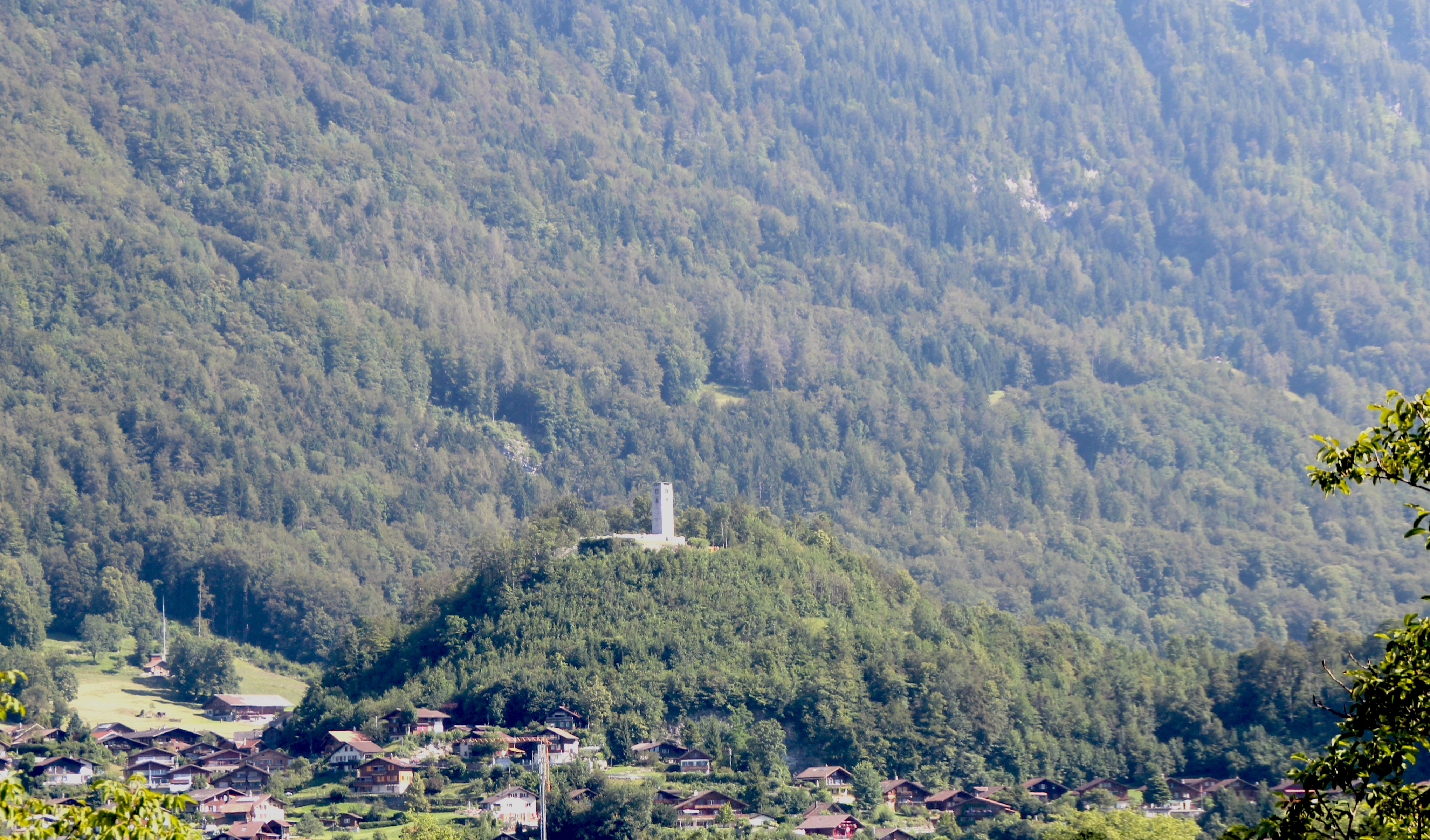
La ruine de l'eglise Goldswil.
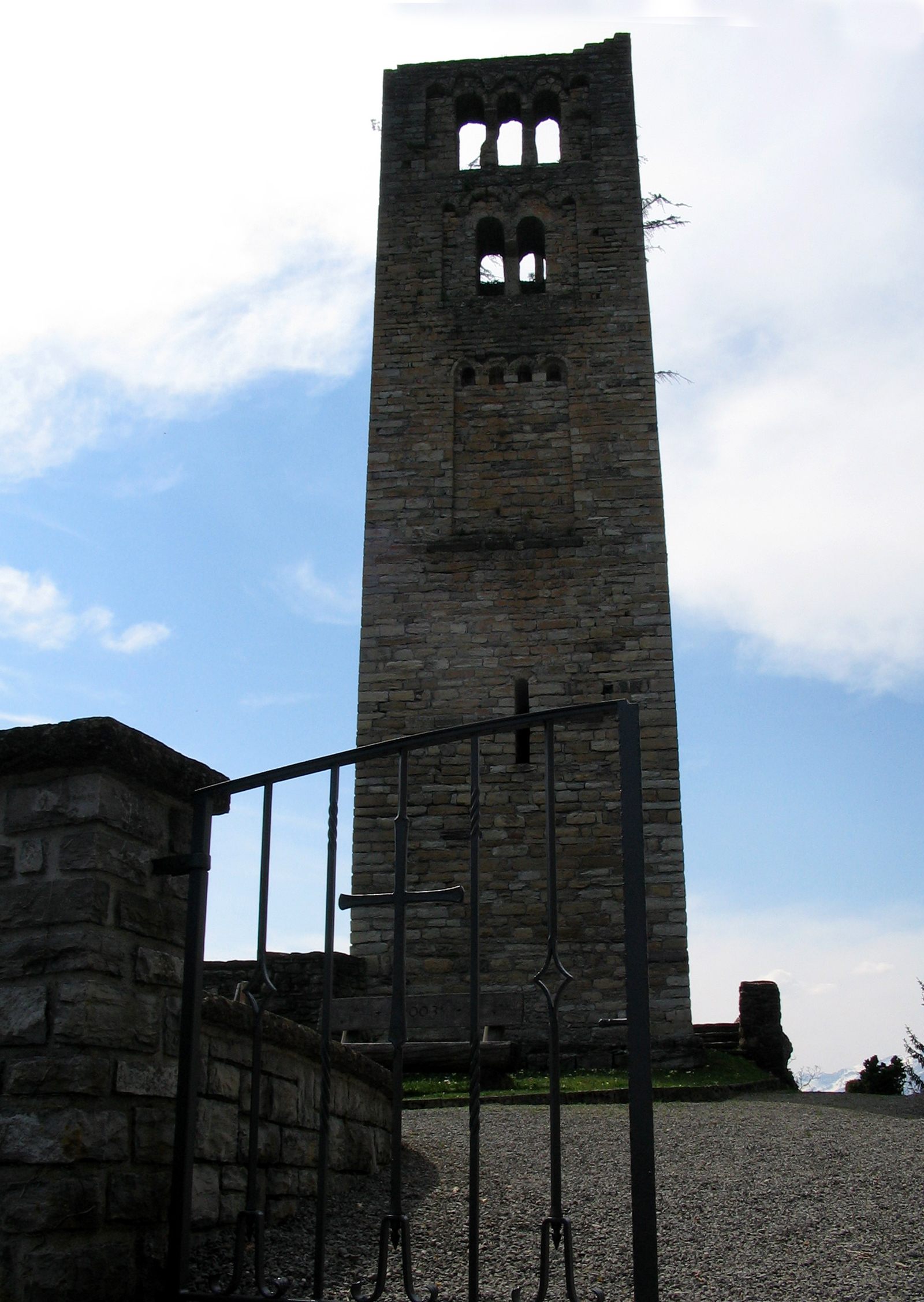
La ruine de l'eglise Goldswil.
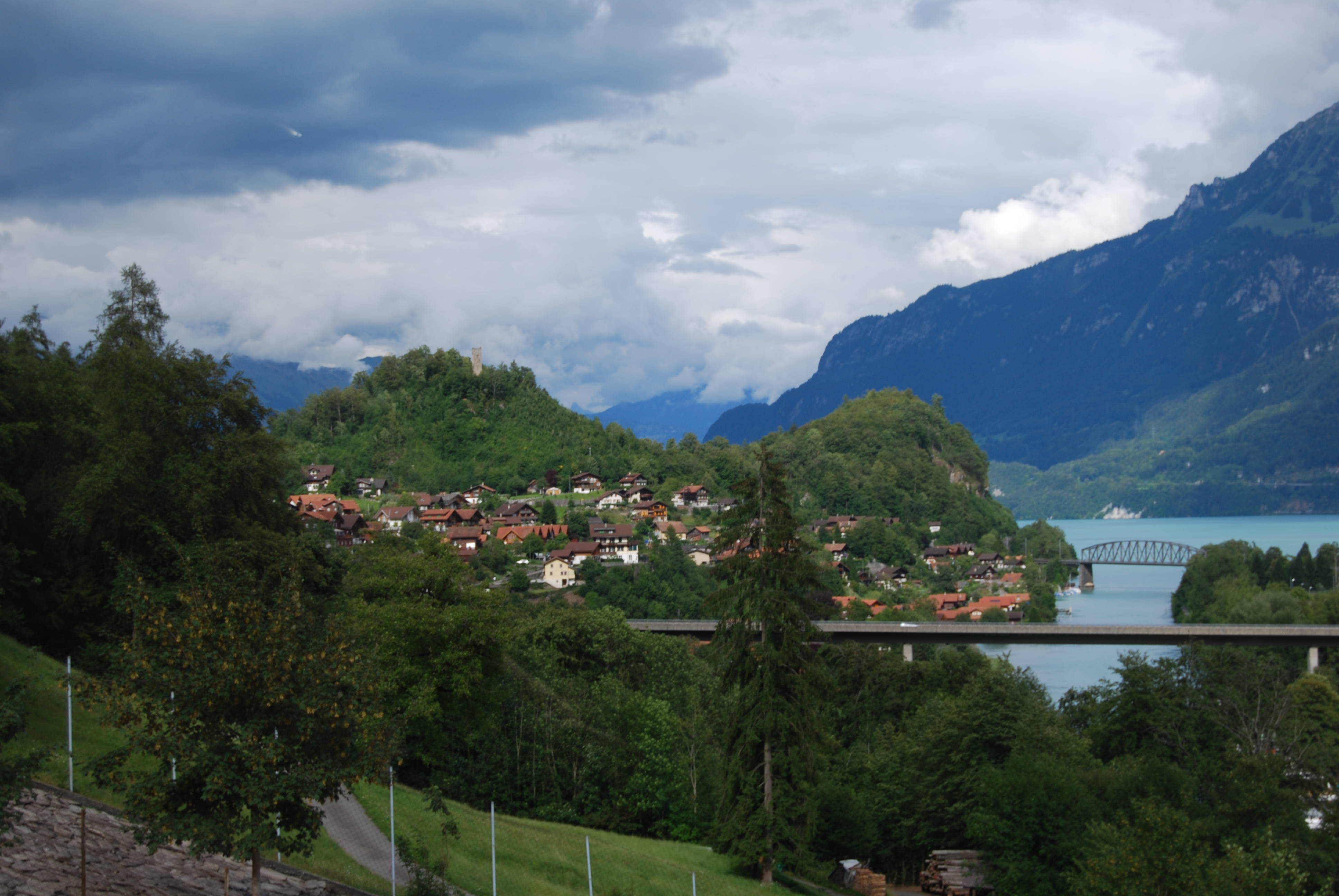
Vue générale de Goldswil.
Vue générale de Goldswil (gravure ancienne).